# 세르게이 흐루쇼프
세르게이 니키티치 흐루쇼프(러시아어: Сергей Никитич Хрущёв, 1935년 7월 2일 ~ 2020년 6월 18일)는 소련의 엔지니어로, 소련의 총리였던 니키타 흐루쇼프와 니나 페트로프나 흐루쇼바의 둘째 아들이다. 1991년에 미국으로 귀화하여 미국 시민이 되었다.
그는 라이너 힐데브란트 국제 인권 상의 심사위원이었다.